# Östliche Chiemgauer Alpen
Das Naturschutzgebiet Östliche Chiemgauer Alpen liegt in den Chiemgauer Alpen und erstreckt sich über die Landkreise Berchtesgadener Land und Traunstein in Oberbayern. Es ist das viertgrößte Naturschutzgebiet in Bayern.

## Geschichte
Das 9.757,66 Hektar große Gebiet wurde am 7. Dezember 1954 mit der Bezeichnung Hochkienberg, Dürrnbachhorn, Sonntagshorn, Inzeller Kienberg und Staufen in den Chiemgauer Alpen unter Naturschutz gestellt und am 1. Januar 1955 offiziell eingerichtet. Mit 7.853,76 Hektar stellt es bei weitem das größte unter Naturschutz stehende Gebiet im Landkreis Traunstein dar. Der Landkreis Berchtesgadener Land verfügt hingegen nur über 1.903,90 Hektar.

## Geographie
Das Naturschutzgebiet (NSG) mit der Nummer NSG-00069.01 teilen sich die Gemeinden Schneizlreuth im Landkreis Berchtesgadener Land sowie Inzell, Ruhpolding und Reit im Winkl im Landkreis Traunstein. Bei einer Fläche von nahezu 100 Quadratkilometern erstreckt sich das Naturschutzgebiet in den Nördlichen Kalkalpen über eine Länge von zirka 15 Kilometer vom Dreiseengebiet im Südwesten bis nach Weißbach im Südosten. Seine maximale Breite mit 7 Kilometer erreicht es auf seiner Ostseite zwischen Inzell und Weißbach. Das in Nord-Süd-Richtung verlaufende Fischbachtal teilt es in zwei Hälften, deren Südgrenzen mit der österreichischen Landesgrenze zusammenfallen. Im westlichen Gebietsteil erhebt sich südlich des Dreiseengebietes das 1776 Meter hohe Massiv des Dürrnbachhorns. Nördlich davon erstreckt sich das NSG über die Gipfel des Gurnwandkopfs (1691 m) und der Hörndlwand (1684 m) zur Röthelmoosalm (880 m) und endet im Norden an der Urschlauer Achen. Die Osthälfte des Naturschutzgebietes umspannt nördlich der Täler der Vorderen und Hinteren Schwarzachen den langen Bergrücken des Rauschberg-Massivs (1671 m, inklusive Inzeller Kienberg) und reicht in nordöstlicher Richtung bis zum Falken- und Krottensee (707 m) südöstlich von Inzell. Im Süden bildet das Sonntagshorn mit 1961 Meter Höhe die höchste Erhebung der gesamten Chiemgauer Alpen. Die Ostgrenzen des NSG verlaufen entlang des Weißbachs, Litzlbachs und des Vorderen Steinbachs. Das größte Schutzgebiet innerhalb des Naturschutzgebietes, ist der Naturwald Kraxenbach.

## Geologie

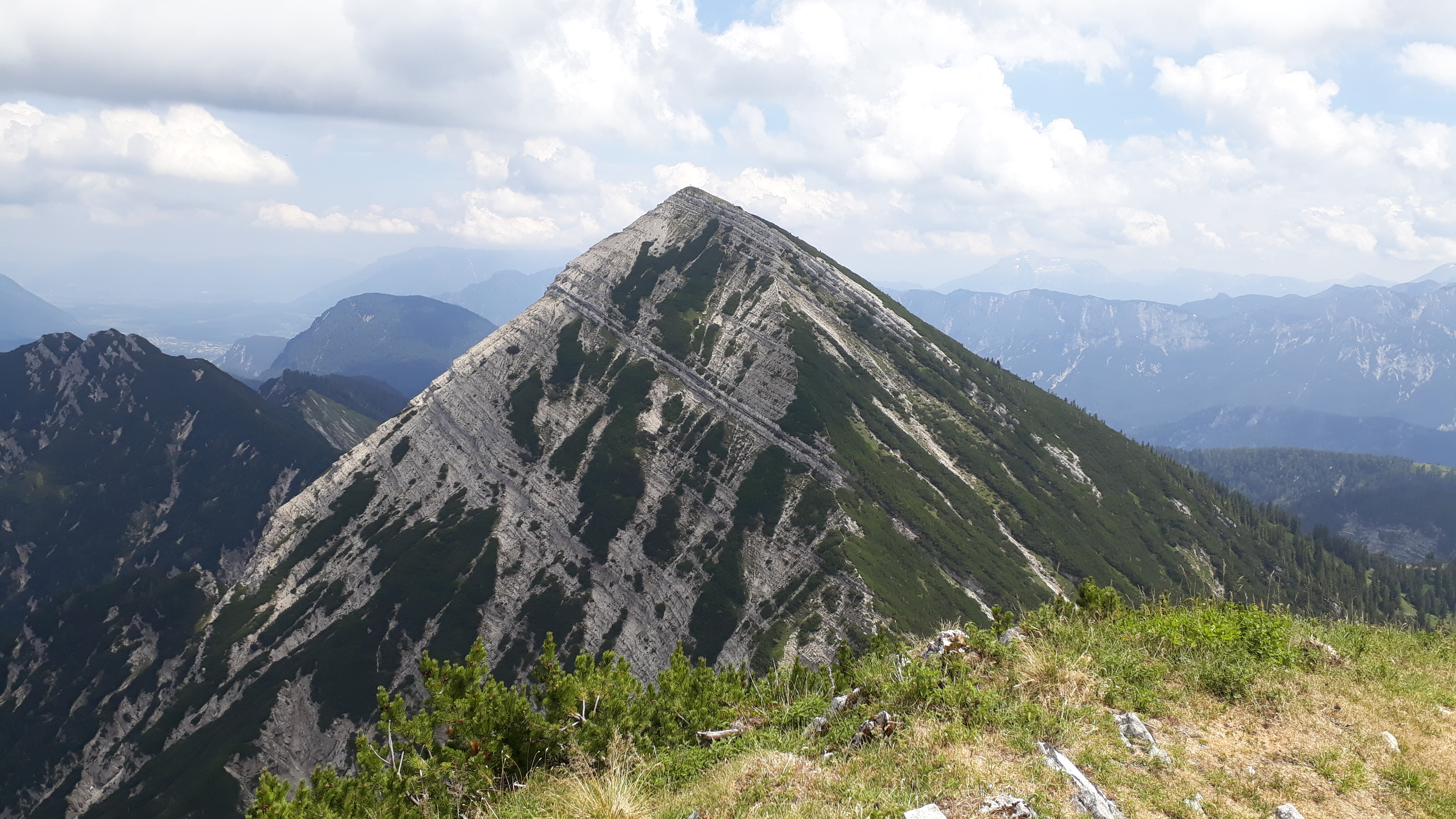
Die Gipfelpyramide des Sonntagshorns, gesehen vom Vorderlahnerkopf im Westen. Das Sonntagshorn ist der höchste Berg im Naturschutzgebiet.

Den geologischen Aufbau des Naturschutzgebietes bestimmen mächtige Kalk- und Dolomitablagerungen der Trias. Sie gehören dem tirolischen Faziesbereich an. Nur der nordwestliche Teil mit dem in der Oberwössener Mulde liegenden Röthelmoos und den nördlich angrenzenden Erhebungen (Rehwaldkopf, Untere Urschlauer Wand) reicht bis in den Bereich der bajuvarischen Lechtal-Decke hinein.
Die vorherrschende Gesteinsunterlage bilden demzufolge Hauptdolomit und Wettersteinkalk. Nahezu die gesamte Südhälfte des Naturschutzgebietes wird vom Hauptdolomit aufgebaut. Er tritt in drei, von Nord nach Süd gestaffelten Stufen auf. Jede dieser Stufen erhebt sich mit steilen Wänden über die ihr nördlich Vorgelagerte. Die Gesamtmächtigkeit des Hauptdolomits beträgt bis zu 2500 Meter. Durch die leichte physikalische Verwitterung des Hauptdolomits zählt er zu den bedeutendsten Schuttbildnern (z. B. Großer Sand über dem Mittleren Kraxenbachtal oder Langer Sand am Dürrnbachhorn). Der bis zu 700 Meter mächtige Wettersteinkalk tritt als breites, mächtiges Deckenstirnband in der Nordhälfte zutage. Vom Hochkienberg/Seehauser Kienberg zieht sich das Vorkommen über den Seekopf zum Rauschberg/Inzeller Kienberg und weiter ostwärts über das NSG hinaus. Er tritt in geschichteter, gebankter oder massiger Form auf und wird gelegentlich von Blei-, Zink- oder Eisenerzgängen durchzogen. Typisch für den Wettersteinkalk ist seine Eigenschaft zur Verkarstung. Die übrigen Schichten der Trias (z. B. Raibler Schichten), sowie die Bildungen des Juras und der Unterkreide sind von untergeordneter Bedeutung und treten nur kleinflächig zutage.
In den Tallagen dominieren Moränenschotter – mächtige Auffüllungen aus dem Pleistozän und Holozän. Ihre Schwerpunktvorkommen liegen im Bereich um den Krottensee bei Inzell, im Weitseetal und im Bereich des Zusammenflusses von Fischbach und Schwarzachen. Die Sockel der Wetterstein und Hauptdolomitberge sind oft von Hangschuttdecken eingehüllt.
Die verbreitetsten Bodentypen sind basenreiche, flachgründige, gut durchlüftete Humuskarbonatböden bis Braunlehme verschiedener Entwicklungsstadien. Diese haben sich aus den vorherrschenden kalkreichen, reichlich Hangschutt liefernden Ausgangsgesteinen entwickelt. Nur kleinflächig treten kalk- und mineralarme, feinerdereich verwitternde Gesteine auf (z. B. Raibler Schichten, Kössener Schichten und Fleckenmergel), deren Böden zu Dichtlagerung, Vernässung und Podsolierung neigen.

## Klima

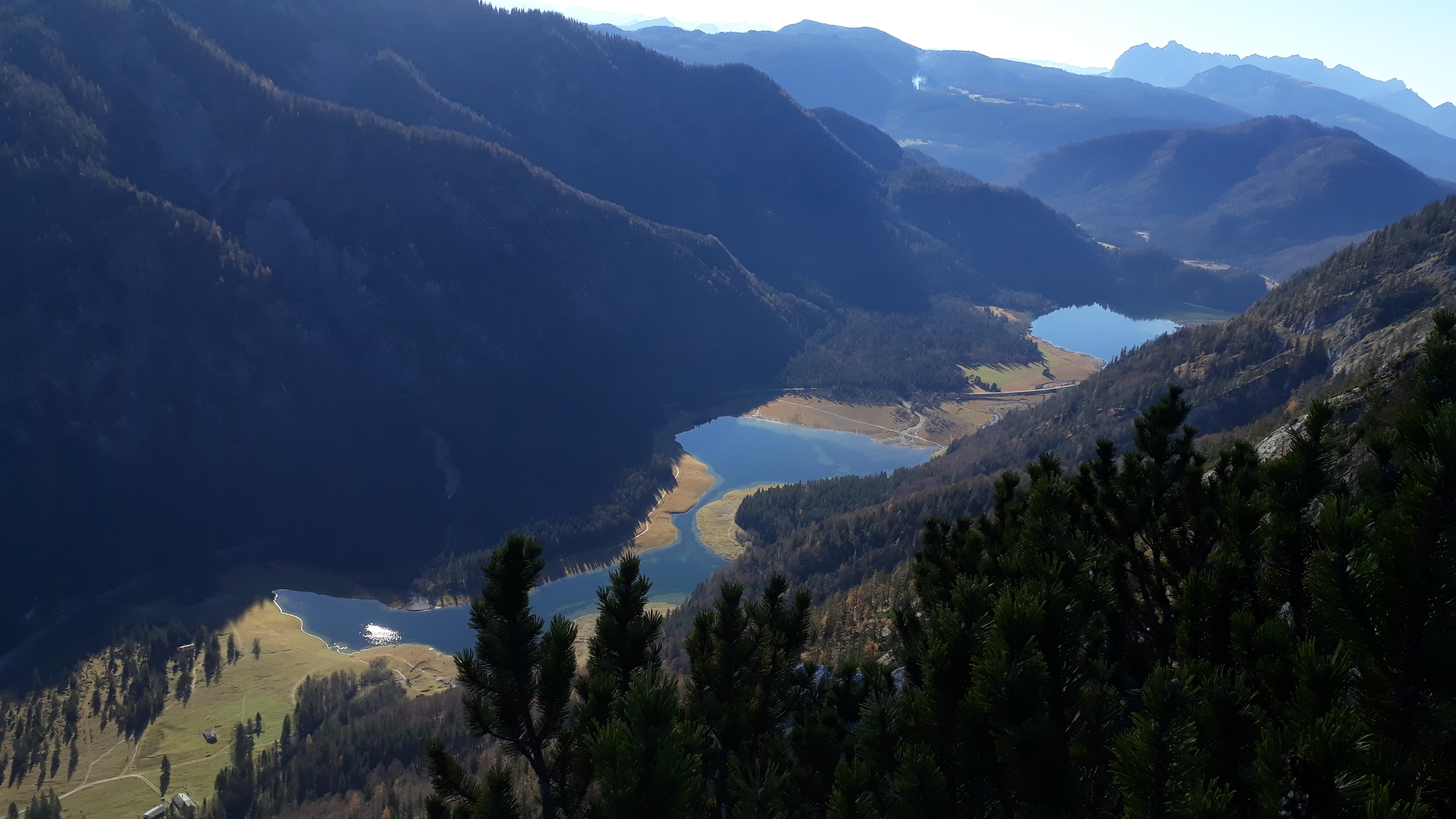
Blick von der Schlösselschneid in das Dreiseengebiet

Das Naturschutzgebiet liegt im Bereich eines ausgeprägten Westwettereinflusses. Die randalpine Lage führt zu hohen jährlichen Niederschlagsmengen mit deutlichem Sommermaximum. Die Jahresdurchschnittstemperaturen liegen je nach Höhenlage zwischen 3 und 6 Grad Celsius (Ruhpolding 692 m: 6,0 Grad; Rauschberg 1640 m: 3,3 Grad Celsius). Die jährliche Temperaturschwankung beträgt etwa 15 Grad Celsius. Lokale Klimaabweichungen ergeben sich durch die ausgeprägte Reliefgliederung. Insgesamt herrscht im NSG trotz seiner relativ östlichen Lage der Einflussbereich eines mäßig subkontinentalen Klimas mit sehr hohem Niederschlagsangebot. Die Winter sind verhältnismäßig mild und schneereich, die Sommer kühl und regnerisch.

## Ökologie

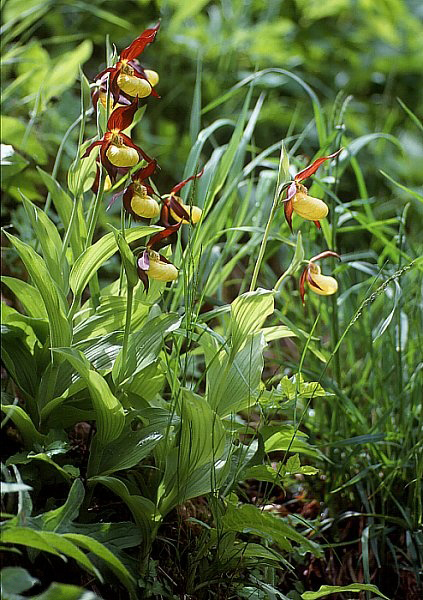
Gelber Frauenschuh

Die Höhenausdehnung reicht im Naturschutzgebiet von der montanen Höhenstufe (700 m) bis in die subalpine Höhenstufe (2000 m). In der subalpinen Stufe herrschen pflanzensoziologische Gesellschaften der Potentilletalia (Fingerkräuter), Thlaspietalia (Hellerkräuter) und Seslerietalia (Blaugräser) vor. Sie werden von ausgedehnten Latschen-Alpenrosen-Gebüschen durchzogen. Kleinflächig sind subalpine Fichten-, Fichten-Lärchen- und Lärchen-Zirben-Wälder eingestreut. Sie bilden die lückige Waldgrenze. Die montane Höhenstufe wird von ausgedehnten Bergwäldern eingenommen. Den größten Anteil bilden fichtenreiche Ersatzgesellschaften ehemaliger Fichten-Tannen-Buchenwälder. Die Bergmischwälder sind pflanzensoziologisch als Aposerido-Fagetum (Hainlattich-Tannen-Buchen-Mischwald) anzusprechen. Sonstige Wald- und Bergmischwaldgesellschaften spielen in der Montanstufe eine unbedeutende Rolle. In den Tallagen wird das Gesellschaftsspektrum durch die Vegetation des Grünlandes, der Moore und Seen bereichert. Diese sind jedoch von flächenmäßig untergeordneter Bedeutung. In allen Höhenlagen sind kleinflächig Almweiden eingestreut. Sie liegen überwiegend im Bereich feinerdereich verwitternder Schichten. Die vorherrschende Weidegesellschaft ist das Festuco-Cynosuretum (Assoziation Rotschwingel-Straussgrasweide).
Das Naturschutzgebiet ist zu zwei Drittel der Gesamtfläche bewaldet. Der Karbonat-Fichten-Tannen-Buchenwald ist hierbei die zentrale Waldgesellschaft. Sein potentieller Anteil beträgt rund 95 % der Holzbodenfläche in der montanen Höhenstufe. Heute herrschen dort fichten- und lärchenreiche Bestockungen vor, denen die Tanne fehlt. Bergmischwälder nehmen gegenwärtig nur etwa ein Drittel ihres natürlichen Verbreitungsgebietes ein. Der gesamte Bergwaldbereich ist auf großer Fläche entmischt und verfichtet.
Innerhalb des Naturschutzgebietes befinden sich mehrere Geotope, so beispielsweise das Geotop der Branderfleck-Formation bei Urschlau (Nummer 189A042), das Geotop des Hauptdolomits an der Schwarzachenalm (Nummer 189A043), das Geotop des Blei-Zink-Erzbergbaus am Rauschberg (Nummer 189G002), das Geotop der Weißbachquelle (Wasserloch) östlich von Zwing (Nummer 189Q001), das Geotop des Schuttkegels des Wilden Hausgrabens am Lödensee (Nummer 189R032), das Geotop der Dolinen der Hochkienbergalm (Nummer 189R033), das Geotop des Hochmoores von Röthelmoos (Nummer 189R034) und das Geotop am Großen Sand südlich des Sonntagshorns (Nummer 189R037).
Unmittelbar an den Nordostabschnitt des Naturschutzgebietes schließt sich ein 15,5 Quadratkilometer großes Landschaftsschutzgebiet an. Es verläuft beidseitig der Deutschen Alpenstraße (B 305) von Zwing nach Sichernau südlich von Laubau. Es besteht seit 1956 und wird unter der Nummer LSG-00079.01 mit der WDPA-ID 395501 geführt. Inkorporiert sind vor allem die Nordwestseite des Rauschberg-Massivs und der südöstliche Bergfuß des Unternbergs. Es erweitert somit beträchtlich das Naturschutzgebiet Östliche Chiemgauer Alpen.

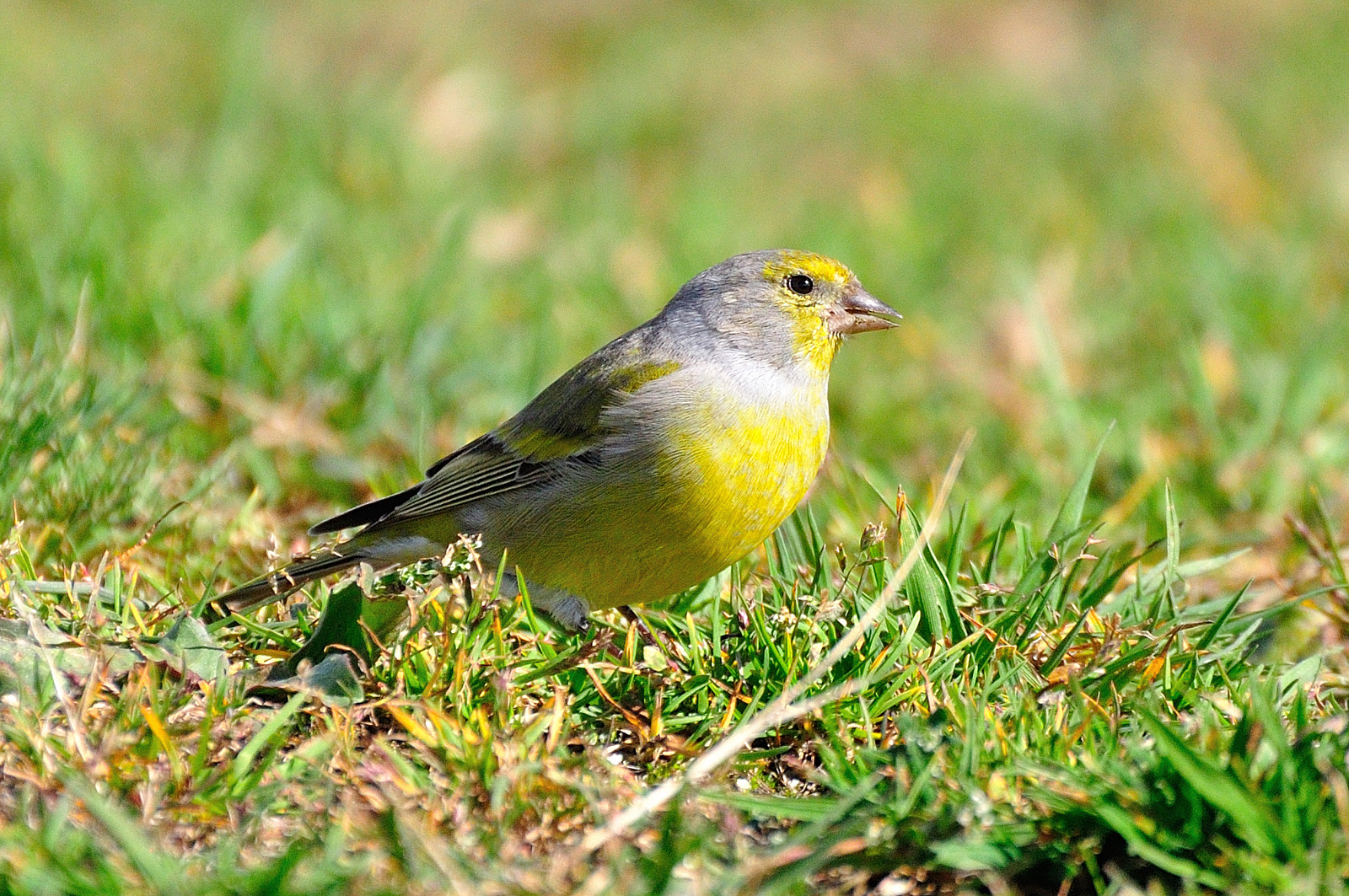
Der gefährdete Zitronenzeisig

Unter Natura 2000 besteht mit der Nummer 8241-372 und derselben Bezeichnung Östliche Chiemgauer Alpen außerdem ein 129,3287 Quadratkilometer großes FFH-Gebiet. Es besitzt eine um 31,75 Quadratkilometer größere Flächenausdehnung als das Naturschutzgebiet und ist um 16,25 Quadratkilometer größer als Naturschutzgebiet und Landschaftsschutzgebiet zusammen genommen. Es ist insbesondere um das Gebiet im Südosten zwischen Weißbach und Saalach (bei Schneizlreuth) erweitert, weist aber auch kleinere Gebietserweiterungen südöstlich von Inzell, südlich des Unternbergs, um den Hochscharten, im Gebiet des Stuhlkopfs und nördlich der Winklmoosalm auf.
Folgende Lebensraumtypen werden hier angetroffen: Stillgewässer, Fließgewässer, Heiden, Latschen- und Alpenrosengebüsche, Grasland/Wiesen mit Hochstaudenfluren, Hoch- und Niedermoore mit Kalktuffquellen, Schutthalden und Felsen mit Felsspaltenvegetation sowie verschiedene Waldtypen. Als besonders schützenswert gelten die Pflanzen Kriechender Sellerie Apium repens, Gelber Frauenschuh Cypripedium calceolus und Sumpf-Glanzkraut Liparis loeselii, die Wirbellosen Skabiosen-Scheckenfalter Euphydryas aurinia und Alpenbock Rosalia alpina, als Fisch die Groppe Cottus gobio und die Amphibien Gelbbauchunke Bombina variegata und Nördlicher Kammmolch Triturus cristatus.
Ferner beinhaltet Natura 2000 ein EU-Vogelschutzgebiet (SPA-Gebiet, Nummer 8241-401). Es folgt in seinen Dimensionen im Wesentlichen dem FFH-Gebiet, ist aber mit 127,75 Quadratkilometer etwas kleiner. Unter den Vögeln sind hier das Birkhuhn Lyrurus tetrix und der Steinadler Aquila chrysaetos von vorrangiger Bedeutung. Unter Schutz stehen ferner die Taxa Raufußkauz Aegolius funereus, Bergpieper Anthus spinoletta, Haselhuhn Bonasa bonasia, Uhu Bubo bubo, Zitronenzeisig Carduelis citrinella, Weißrückenspecht Dendrocopos leucotos, Schwarzspecht Dryocopus martius, Zwergschnäpper Ficedula parva, Sperlingskauz Glaucidium passerinum, Felsenschwalbe Hirundo rupestris, Alpenschneehuhn Lagopus muta helvetica, Berglaubsänger Phylloscopus bonelli, Dreizehenspecht Picoides tridactylus, Grauspecht Picus canus und Alpenbraunelle Prunella collaris.
Erwähnenswert innerhalb des Naturschutzgebietes ist außerdem das Naturwaldreservat Fischbach am Sonntagshorn. Dieses hat als Westgrenze das Fischbachtal und reicht im Osten bis hinauf an den Grat Fischbachkopf/Adlerkopf. Es endet im Norden mit der Einmündung des Adlerkopfgrabens.